# Tấm băng Greenland

tấm băng ở Greenland

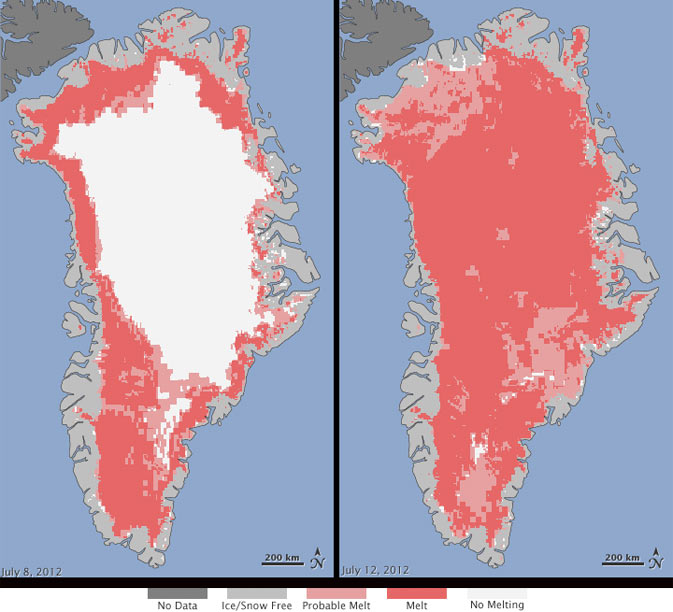
Bức hình được chụp bởi NASA vào mùa hạ, khi băng tan vào tháng 7/2012

Tấm băng Greenland (tiếng Đan Mạch: Grønlands indlandsis, Greenlandic: Sermersuaq) là một tấm băng rộng bao gồm 1.710.000 km vuông (660.000 dặm vuông), khoảng 80% bề mặt của đảo Greenland.
Đây là khối băng lớn thứ hai trên thế giới, sau tấm băng Nam Cực. Tấm băng dài gần 2.400 km (1.500 mi) theo hướng bắc-nam, và chiều rộng lớn nhất của nó là 1.100 km (680 dặm) ở vĩ độ 77 ° N, gần biên giới phía Bắc của nó. Độ cao trung bình của băng là 2.135 mét (7.005 ft). Chiều dày nói chung là hơn 2 km (1,2 dặm) và trên 3 km (1,9 dặm) ở điểm dày nhất. Đây không phải là tấm băng duy nhất của các sông băng tách biệt ở Greenland và các tảng băng nhỏ bao phủ khoảng 76.000 đến 100.000 km2 xung quanh vùng ngoại vi. Nếu toàn bộ 2.850.000 khối lập thể (684.000 cuil) băng tan, nó sẽ dẫn đến mực nước biển dâng toàn cầu tăng lên 7,2 m (24 ft). Khối băng Greenland đôi khi được gọi dưới cái tên "ice inland", hoặc tương đương với tiếng Đan Mạch, indlandsis. Nó cũng đôi khi được gọi là một chỏm băng.
Do hiện tượng ấm lên toàn cầu, khối băng của Greenland không ngừng bị tan chảy và đang diễn ra nhanh hơn dự báo. Vào năm 2019, theo ghi nhận, lượng băng ở vùng đất này tan nhanh hơn bảy lần so với những năm 1990 . Cụ thể, Greenland đã mất 12,5 tỉ tấn băng chỉ trong vòng một ngày. Đây là sự tan chảy sông băng lớn nhất từng được ghi nhận tại Greenland cho tới  thời điểm hiện tại. Sự tan chảy băng này dẫn theo nhiều hệ lụy cực kì nghiêm trọng đến môi trường sống. Tiêu biểu phải kể đến là sự tăng mực nước biển toàn cầu. Trong thế kỉ XX qua, mực nước biển đang dâng với tốc độ trung bình là 1,8 mm/năm trong thế kỉ XX qua. Tuy nhiên, theo một ngiên cứu mới đây, mùa hè năm 2019 nóng đỉnh điểm tới mức khiến Greenland mất 600 tỷ tấn băng một năm, cao hơn gấp đôi lượng băng tan chảy trung bình từ năm 2002 - 2019, đủ để làm mực nước biển toàn cầu dâng thêm 2,2 mm chỉ trong hai tháng. Việc mất các sông băng trên đất liền ở Greenland là nguyên nhân trực tiếp làm tăng nguy cơ lũ lụt cho hàng triệu người trên thế giới.
Trong một nghiên cứu do Đại học Bang Ohio (Mỹ) thực hiện, sự tan chảy hoàn toàn của tấm băng Greenland được dự đoán có thể làm cho mực nước biển tăng lên 7 m vào năm 3000. Với mức độ đó, đại dương sẽ nuốt chửng các thành phố ven biển trên toàn cầu chỉ trong vòng chưa tới một thế kỉ.
Sự hiện diện của băng trôi qua các lớp trầm tích bên dưới mặt nước được hồi phục ở phía Tây Bắc Greenland, ở vùng Fram Strait, và phía nam Greenland cho thấy sự hiện diện ít nhiều liên tục của một tảng băng hoặc các tảng băng bao phủ các phần đáng kể của Greenland trong 18 năm qua hàng triệu năm.
Từ 11 triệu năm trước tới 10 triệu năm trước , tảng băng của Greenland đã giảm kích thước. Tảng băng được hình thành từ giữa thế Trung Tân (Miocene) bởi sự liên kết của chỏm băng và sông băng. Mật độ các khối băng gia tăng lớn ở thời kỳ Hậu Pliocene.
Tảng băng được hình thành bởi sự nâng cao của vùng Tây Greenland và vùng Đông Greenland. Vùng núi phía đông Greenland và phía Tây Greenland thiết lập nên rìa lục địa thụ động và nó đã nâng cao lên trong 2 giai đoạn.
Từ 10 đến 5 triệu năm trước, trong kỷ nguyên Miocene. Mô phỏng máy tính đã cho ta thấy rằng quá trình nâng lên này đã tạo nên sông bằng bằng cách tạo ra mưa orographic và làm mát nhiệt độ 1 bên sườn núi. Tảng băng hình thành lâu nhất mà chúng ta biết đến hiện tại là khoảng 1,000,000 năm tuổi.
Trọng lượng của băng đang suy giảm ở vùng trung tâm Greenland; phần bề mặt tầng đất nền gần mực nước biển vượt hơn hầu hết phần đất liền của Greenland, nhưng những ngọn núi lại được tìm thấy xung quanh phần đất ngoài, giới hạn một tấm băng dọc theo rìa của nó. Nếu một ngày băng biến mất đi, Greenland đột nhiên sẽ xuất hiện ra rất nhiều đảo nhỏ, ít nhất cho đến khi đẳng tĩnh được nâng lên bề mặt đất trên mặt nước biển một lần nữa.
Bề mặt băng đạt được độ cao tốt nhất so với mặt nước biển trên hai mái vòm kéo dài theo hướng Bắc-Nam hoặc các rặng núi.. Đỉnh chỏm băng phía Nam đạt tới độ cao gần 3000 mét (10,000 ft) ở vĩ độ 63°–65°N; chỏm băng phía Bắc đạt đến độ cao 3,290 mét (10,800 ft) ở vĩ độ 72°N (điểm cao thứ 4 của Greenland)
Đỉnh của cả chỏm băng đều được dịch chuyển về phía đông của đường trung tâm Greenland. Những tảng băng trôi tự do không trôi dọc theo mặt biển Greenland, vì vậy ít có tảng băng tự do nào lớn. Bờ mép băng trôi dọc theo bờ biển , tuy nhiên, ở những khu vực có định hình khác nhau như khu vực Melville Bay phía cực nam của Thule.
Sông băng sơn cốc rộng lớn, phần nhô ra bị hạn chế của tảng băng, di chuyển dọc vùng thung lũng của biên giới xung quanh vùng rìa Greenland, nó bị vỡ ra thành những tảng băng nổi, kết quả tạo thành nhiều núi băng trôi và thỉnh thoảng được phát hiện ở phía Bắc Đại Tây Dương bởi những tàu thuyền đang ra khơi.
Sông băng sơn cốc được biết đến nhiều nhất là Jakobshavn Glacier (Greenlandic: Sermeq Kujalleq), ở điểm cuối cùng, dòng chảy đạt tốc độ từ 20-22 mét hoặc là 66–72 feet một ngày.
Nhiệt độ của những tảng băng thông thường thường thấp hơn các nơi khác của Greenland. Nhiệt độ trung bình từ −31 °C (−24 °F) ở chỏm băng phía Bắc, một phần của phía Bắc và nhiệt độ ở chóp của chỏm băng phía Nam là khoảng −20 °C (−4 °F).

### Những tảng băng là nhân chứng của các khí hậu trong quá khứ
Tảng băng được hình thành từ nhiều lớp tuyết cô đọng lại hơn 100,000 năm trước, vẫn còn tồn tại cho đến ngày nay là bằng chứng giá trị của khí hậu trong quá khứ. Vào 1 thập kỷ trước, các nhà khoa học đã khoan một lõi băng dài khoảng 4 ki lô mét. Các nhà khoa học đã sử dụng những lõi băng đó để thu thập thông tin về nhiệt độ, thể tích đại dương, lượng mưa, thành phần hóa học và khí của hạ tầng khí quyển, phun trào núi lửa, biến đổi mặt trời, hoạt động trên bề mặt đại dương, diện tích sa mạc hoá và cháy rừng. Sự đa dạng của các hiện tượng khí hậu này lớn hơn bất kì những ghi chép tự nhiên về khí hậu khác, chẳng hạn như các vòng cây hoặc các lớp trầm tích.

### Băng tan

#### sơ lược
Nhiều nhà khoa học nghiên cứu về sự tan chảy của băng ở Greenland đã đưa ra kết luận rằng việc tăng nhiệt độ lên 2,3 độ sẽ dẫn đến sự tan chảy của băng Greenland và khiến cho Greenland sẽ bị chìm dưới đáy biển vào một tương lai không xa. Nằm ở vùng Bắc cực, băng của Greenland tan sẽ dẫn đến biến đổi khí hậu toàn cầu. Thời tiết khí hậu Bắc cực dần trở nên nóng hơn và được dự đoán rằng băng của Bắc cực sẽ tan nhanh hơn. Những tảng băng Greenland đã trải qua thời kì băng tan nhanh kỷ lục trong những năm gần đây kể từ khi được lưu lại dữ liệu và nó góp phần khiến cho mực nước biển tăng lên nhanh làm những thay đổi về vòng chảy đại dương có thể xảy ra trong tương lai. Ngay những khu vực có băng bị tan đã gây ra tranh cãi trong nhiều năm qua bởi việc chúng tăng 16% tốc độ tan ở năm 1979 (khi bắt đầu lần đo đầu tiên) và năm 2002 (lần đo gần nhất). Khu vực băng tan năm 2002 đã bị gián đoạn hoàn toàn trước khi được đo lại. Vết nứt ra giữa sông băng tăng lên đáng kể ở Helheim Glacier và sông băng phía Tây Bắc Greenland vào năm 1993 và 2005. Năm 2006, ước lượng trung bình mỗi tháng thì băng ở Greenland tan 239 km3 mỗi năm. Khoa học tiến bộ, một báo cáo đưa ra rằng khối băng tan 195 km3 mỗi năm vào khoảng 2003 đến 2008. Sự đo lường này được đo từ vệ tinh quản lý vũ trụ GRACE của Mỹ (Gravity Recovery and Climate Experiment), bắt đầu năm 2002 và nguồn bài viết từ BBC.
Thông tin dữ liệu được thu thập từ ICESAT và ASTER, có một học thuyết trong Địa vật lý học (tháng 9/2008)  cho rằng gần 75% băng tan ở Greenland là nguyên nhân dẫn đến những sông băng ven biển càng trở nên nhỏ hơn.
Nếu như toàn bộ 2,850,000 km3 băng tan ra, mực nước biển sẽ dâng lên 7,2m. Hiện nay, nếu khí hậu cứ tiếp tục biến đổi, băng của Greenland sẽ tiếp tục tan ra là điều không thể tránh khỏi. Nhiệt độ dự đoán ở Greenland sẽ ở ngưỡng 3 °C (5 °F) đến 9 °C (16 °F) ở thế kỷ này. Dự đoán rằng sự nóng lên toàn cầu sẽ kéo dài giai đoạn tan chảy của băng, dẫn đến hậu quả băng sẽ tan hết (mất gần vài thế kỷ), mực nước biển sẽ dâng lên 7 mét. Và cứ tiếp tục dâng lên như thế thì nước biển sẽ tràn ra chủ yếu ở các thành phố ven biển. Tốc độ tan chảy của băng nhanh như thế nào đã gây ra rất nhiều cuộc thảo luận về vấn đề này. Dựa vào bản báo cáo IPCC 2001, nếu cứ tiếp tục băng tan nhanh hơn trong sau thế kỉ 21 thì hậu quả mà sự nóng lên toàn cầu gây ra là sự dâng lên 1 đến 5 mét của mực nước biển. Các nhà khoa học đã lưu ý rằng tốc độ băng tan càng tăng lên nhanh hơn, nói đúng hơn là không ổn định. James E. Hansen đã đưa ra một lập luận rằng đa số những phản hồi tích cực sẽ dẫn đến sự rã của tấm băng nhanh hơn theo như IPCC. Theo như một tờ báo 2007, "chúng tôi không có cách cụ thể nào để tìm ra những dữ liệu về cổ khí hậu học cho việc cưỡng chế và phản ứng lại sự tan nhanh của tấm băng trong hàng ngàn năm qua. Thời gian phản hồi của tấm băng hàng kéo dài nhiều thập kỷ dường như có thể xảy ra, và ta không thể loại trừ khả năng nhiều thay đổi trên bề mặt tảng băng trong một thập kỷ qua".
Vùng nóng chảy, nơi mà hơi ấm mặt trời biến thành tuyết và băng sau đó tuyết tan chảy mềm và tan ra thành vũng ao nước, tốc độ tăng nhanh qua từng năm. Khi mà nước tan ra từ băng thấm qua những vết nứt của tảng băng, băng tan nhanh hơn và ở một vài nơi, điều đó làm cho băng dễ thấm xuống tầng đá nền sâu bên dưới, làm nước có xu hướng đổ ra biển nhanh hơn. Khiến cho mực nước biển dăng lên, quá trình này nước ngọt đổ thêm vào biển nhưng nó sẽ làm đảo lộn dòng hải lưu và ảnh hưởng khí hậu xung quanh. Vào tháng 7/2012, vùng nóng chảy đã lan rộng tới 97% mặt băng. Các lõi băng cho thấy rằng cứ mỗi 150 năm thì sự kiện như thế này lại xảy ra. Lần cuối cùng băng tan chảy ở diện tích lớn là vào năm 1889. Sự kiện này được diễn ra theo vòng tuần hoàn, nhưng Lora Koenig, một nhà băng học đã đưa ra ý kiến "nếu ta cứ tiếp tục nhìn băng tan ra sau một vài năm nữa, thì nó sẽ trở thành một mối lo ngại". Sự biến đổi toàn cầu làm cho số lượng tảo đang dần bám vào mặt băng nhiều hơn. Nó khiến cho mặt băng tối màu lại thu hút nhiều ánh mặt trời hơn và làm cho khả năng tan chảy của băng tăng nhanh hơn. 

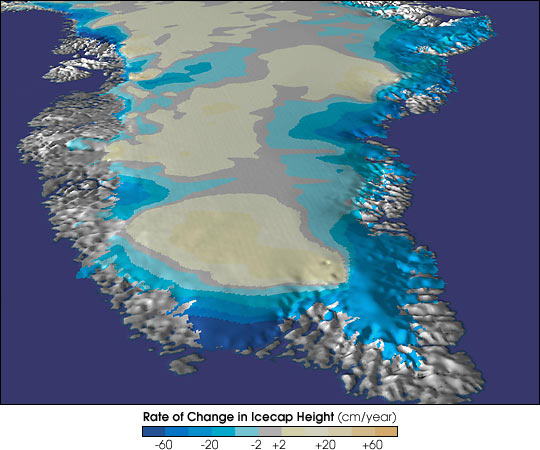
Cho đến năm 2007, những tảng băng tan vài cm mỗi năm

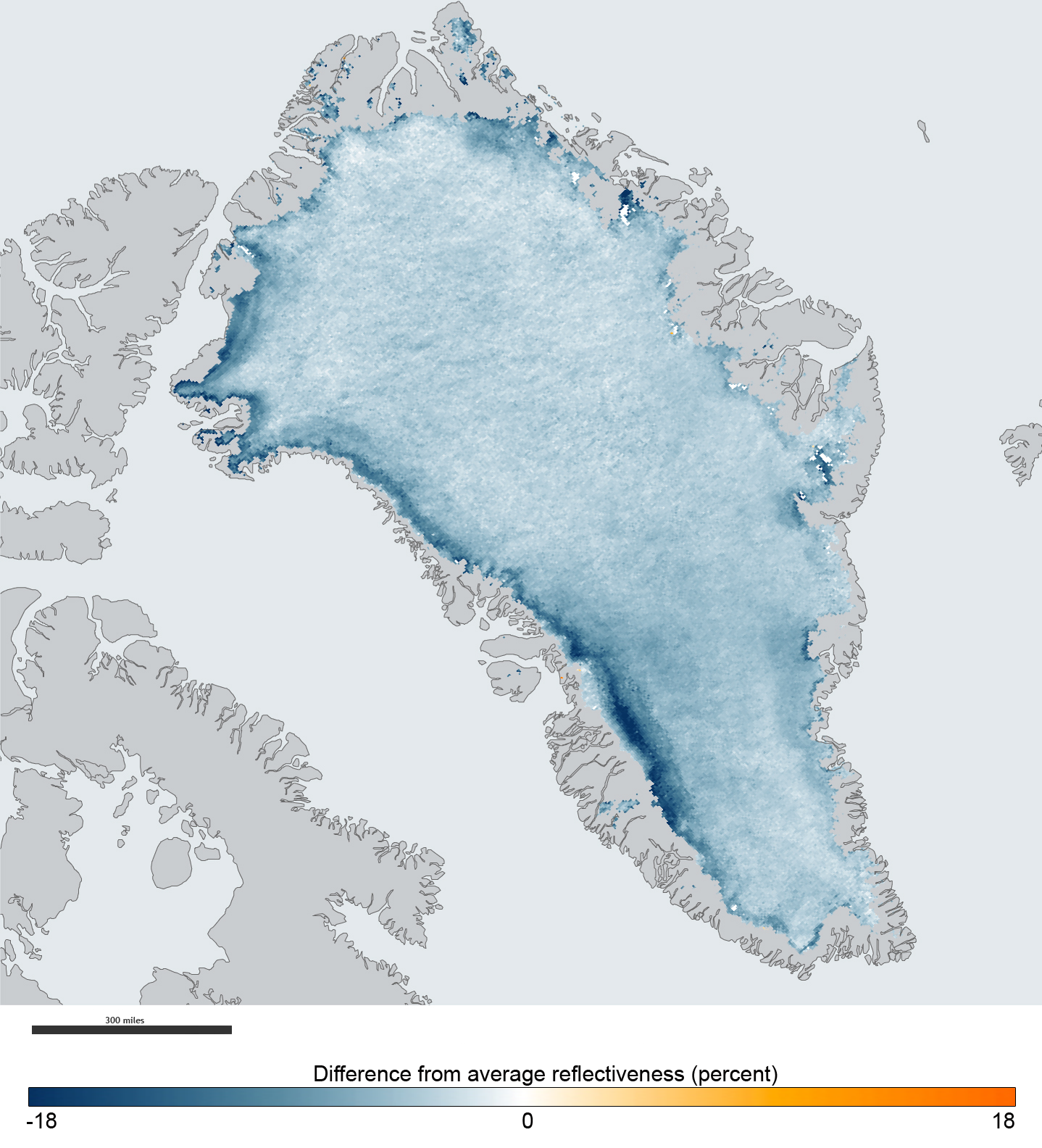
Sự thay đổi khúc xạ ở Greenland

Nước tan ra từ băng Greenland có thể vận chuyển được chất dinh dưỡng ở dạng hạt chất và chất được hòa tan trong nước biển ra các nơi trên thế giới. Một lượng chất sắt ở nước băng tan ra của Greenland cho thấy rằng một lượng lớn nước băng tan ra sẽ thêm nguyên tố vi lượng (Fe) vào Đại Tây Dương tương đương với lượng bụi được thải ra từ khí quyển. Mặc vậy, nhiều phân tử hạt và chất sắt chuyển hóa từ những tảng băng trôi vòng quanh Greenland có thể được giữ lại trong vịnh hẹp băng hà vây quanh một hòn đảo và không giống như vùng biển HNLC (nhiều dưỡng chất và ít chất diệp lục) nơi mà chất sắt có số lượng ít, những chế phẩm sinh học ở phía bắc Đại Tây Dương là một vấn đề về chu kì giới hạn của thời gian và không gian về sự hạn chế chất sắt. Tuy nhiên, hiệu suất cao được tiến hành trực tiếp trên sông băng của những vùng biển chính được giới hạn xung quanh Greenland và tượng trưng cho việc nước tan ra từ băng sẽ được vận chuyển xuống sâu hơn và hình thành nhiều dưỡng chất hơn ở bên dưới lòng biển. 

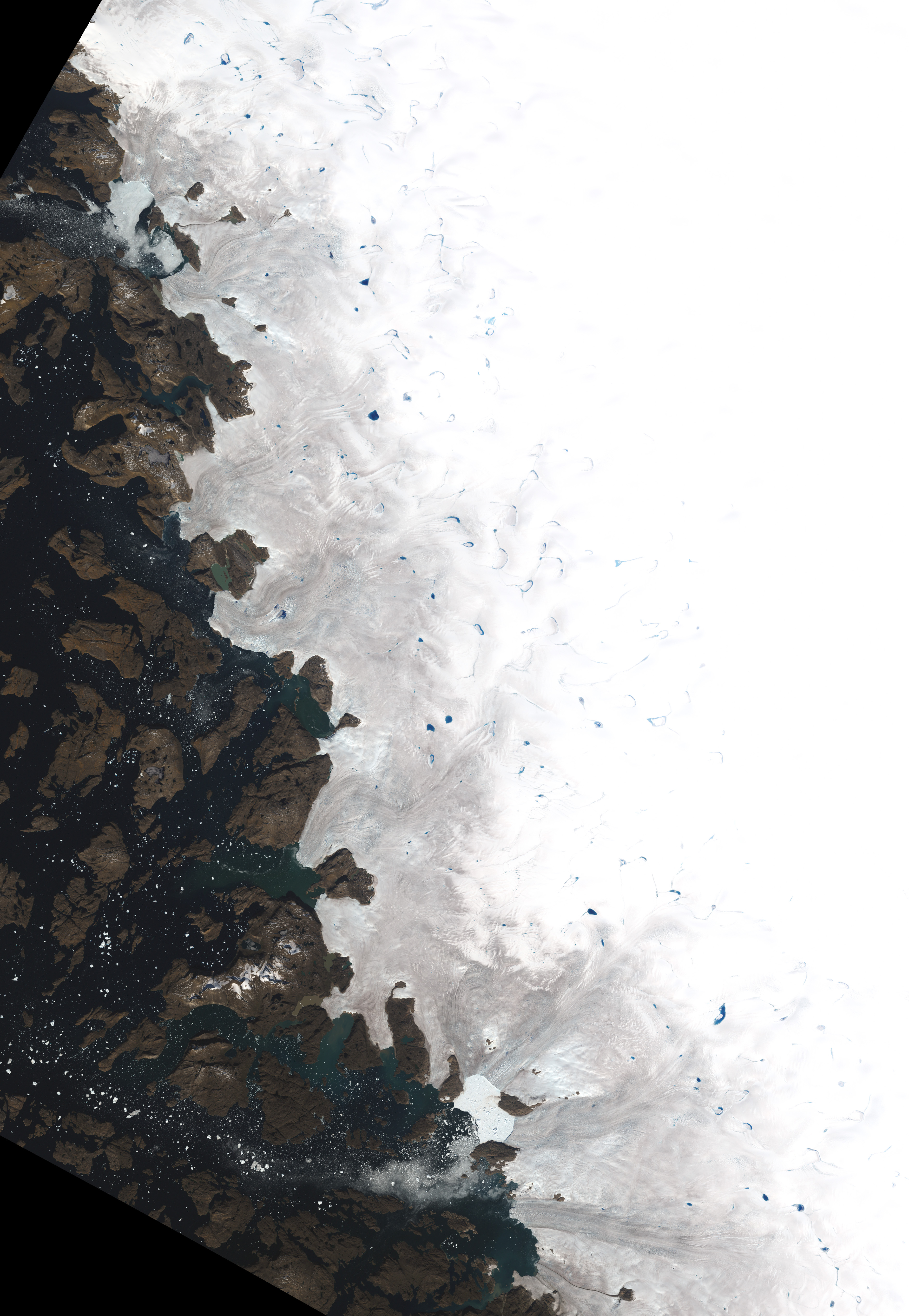
Hình ảnh băng tan (phần màu đen) được chụp từ vệ tinh nhân tạo

Kết quả của cuộc điều tra về mặt nước biển dâng lên khi bị tác động bởi sự nóng lên toàn cầu

Nguyên nhân chủ yếu của sự tan chảy băng ở Greenland cũng như ở hai vùng cực là do sự ấm lên toàn cầu. Do vậy, để giảm tốc độ tan chảy các khối băng, cần có những biện pháp giảm thiểu sự nóng lên toàn cầu như:
1. Giảm thiểu rác thải và tìm cách tái chế chúng
2. Lái xe ít hơn làm giảm nóng lên toàn cầu[9]
3. Trồng cây làm giảm nóng lên toàn cầu[10]
4. Ưu tiên sử dụng các sản phẩm tiết kiệm năng lượng
5. Ưu tiên sử dụng những nguồn năng lượng tái tạo